# Rebula (priimek)
Rebula je priimek več znanih Slovencev:
- Alenka Rebula Tuta (*1953), pesnica, pisateljica, psihologinja, strok. publicistka
- Alojz Rebula (1924-2018), klasični filolog, pisatelj, esejist, prevajalec, akademik
- Edvard (Bruno) Rebula (1936-2009), gozdar
- Ida Rebula (*1935), slikarka
- Marjanka Rebula (1964-2017), raziskovalka religij, pisateljica
- Milan Rebula - "Bistri", alpinist
- Tanja Rebula, filozofinja, filologinja?
- Zora Tavčar (-Rebula) (*1928), prevajalka, pisateljica